# نادي المراغة
نادي المراغة هو نادي كرة قدم مصري يلعب في الدوري المصري القسم الثاني بدأ نشاطه في بدايات حقبة الخمسينيات من القرن الماضى وتم تأسيسه رسمياً عام 1964 يقع بمدينة المراغة بمحافظة سوهاج.

## نبذة عن النادي
نادى المراغـة الرياضى أحد أقدم وأعرق الأندية بمحافظة سوهاج بصعيد مصر، تكون أول فريق للنادى في بداية الخمسينيات ولكن تم إشهار النادى رسمياً عام 1964 وارتبط باسم النادى مشاهير الكرة في الصعيد وهم جمال محمد على والشيخ خيرى وهشام عبد المنعم وحسن خيرى والأنوى ومحمد رمضان وياسر هاشم واللاعب الشهير أحمد مدبولى و أحمد الواعظ و محمود عبدالعزيز.